# Bulbophyllum levanae
Bulbophyllum levanae är en orkidéart som beskrevs av Oakes Ames. Bulbophyllum levanae ingår i släktet Bulbophyllum och familjen orkidéer.
Artens utbredningsområde är Filippinerna.

## Underarter
Arten delas in i följande underarter:
- B. l. levanae
- B. l. giganteum